# 꿈은 이루어진다 (드라마)
《꿈★은 이루어진다》는 2002년 10월 11일에 MBC에서 방영한 베스트극장이다.

## 등장 인물

### 주요 인물
- 이상우 : 하봉구 역
- 김나운 : 해숙 역 - 봉구의 아내
- 여운계 : 봉구의 어머니 역

- 이영준 : 봉구의 동생 역
- 신동미 : 봉희 역 - 봉구의 동생
- 오태현 : 봉구의 아들 역

### 그 외 인물
- 변희봉
- 원미연
- 유승봉
- 조형섭
- 정한헌 : 자동차판매소 소장 역
- 이원용 : 완구업체 직원 역
- 김승현
- 윤용현 : 상환 역 - 봉구의 직장동료
- 김명현
- 김희라
- 최세환
- 손민경
- 조명진
- 이영미
- 이경미
- 마준오
- 이소영
- 순동운 : 세무서 공무원 역
- 박영지 (목소리 출연)